# 5-カルボキシメチル-2-ヒドロキシムコン酸Δイソメラーゼ
5-カルボキシメチル-2-ヒドロキシムコン酸Δイソメラーゼ(5-carboxymethyl-2-hydroxymuconate Delta-isomerase、EC 5.3.3.10)は、以下の化学反応を触媒する酵素である。
5-カルボキシメチル-2-ヒドロキシムコン酸{\displaystyle \rightleftharpoons }5-カルボキシ-2-オキソヘプタ-3-エン二酸
従って、この酵素の1つの基質は5-カルボキシメチル-2-ヒドロキシムコン酸、1つの生成物は5-カルボキシ-2-オキソヘプタ-3-エン二酸である。
この酵素は異性化酵素、特にC=C結合の転位に関与する分子内酸化還元酵素に分類される。系統名は、5-カルボキシメチル-2-ヒドロキシムコン酸 Δ2,Δ4-2-オキソ,Δ3-イソメラーゼである。この酵素は、チロシンの代謝やヒドロキシル化による安息香酸の分解に関与している。

## 構造
2007年末時点で、この酵素の4つの構造が解明されている。蛋白質構造データバンクのコードは、1GTT、1I7O、1WZO及び2DFUである。